# Droga wojewódzka nr 720
Droga wojewódzka nr 720 (DW720) – droga wojewódzka w województwie mazowieckim łącząca miasto Błonie (powiat warszawski zachodni) z Nadarzynem. Zarządza nią Mazowiecki Zarząd Dróg Wojewódzkich. Droga przebiega przez 2 powiaty: pruszkowski i warszawski zachodni.

## Miejscowości leżące przy trasie DW720
- Nadarzyn
- Otrębusy
- Brwinów
- Biskupice
- Czubin
- Rokitno
- Błonie